# Noir Vesper
Noir Vesper，是Holostars所属的一位英語虚拟主播，於2022年7月24日出道。

## 人物概述
Noir Vesper 是Holostars EN冒險者公會（TEMPUS）的成員。外觀設定是一位學者，角色設定是身為圖書館館長的他，同時也是一名首席學者。思考上富有邏輯的他，會把事情了解到一定程度後才會開始行動。因為專注於研究的關係，生活基本上很少曬到太陽，因此很討厭陽光。
Noir Vesper 的角色設計者為；2.0版本為。
直播內容以電子遊戲和雜談為主。對粉絲的稱呼為「VESFRIENDS」。

## 活動歷史
Noir Vesper 於2022年7月23日，進行初配信，並在同日youtube頻道達成10萬訂閱。同年9月19日，接受外媒 Crunchyroll 的專訪。
2023年7月2日，角色形象2.0發布。同年7月10日，Holostarts EN 公告 Magni Dezmond、Noir Vesper暫停活動。
2023年8月24日，Cover 發出公告，表示 「holostars English 的兩名成員 Magni Dezmond 和 Noir Vesper 將於2023年8月31日畢業，並且不會舉辦畢業直播。」並且「感謝他們對 holostars EN 做出的貢獻，這次畢業是依照他們的願望所做的決定。」，同年8月31日，正式畢業。

## 音樂作品

### holostar English -TEMPUS-
|      | 發布日期      | 樂曲名稱         | 數位媒體規格產品編號 | 備註 |
| ---- | ------------- | ---------------- | -------------------- | ---- |
| 單曲 |               |                  |                      |      |
| 1    | 2022年8月13日 | Top of the World | CVRD-193             |      |

## 外部連結
- Noir Vesper在holostars的官方主頁 （日語）
- YouTube上的Noir Vesper Ch. HOLOSTARS-EN頻道（英文）
- Noir Vesper的X（前Twitter）